# Frôlois
Ne doit pas être confondu avec Frolois.

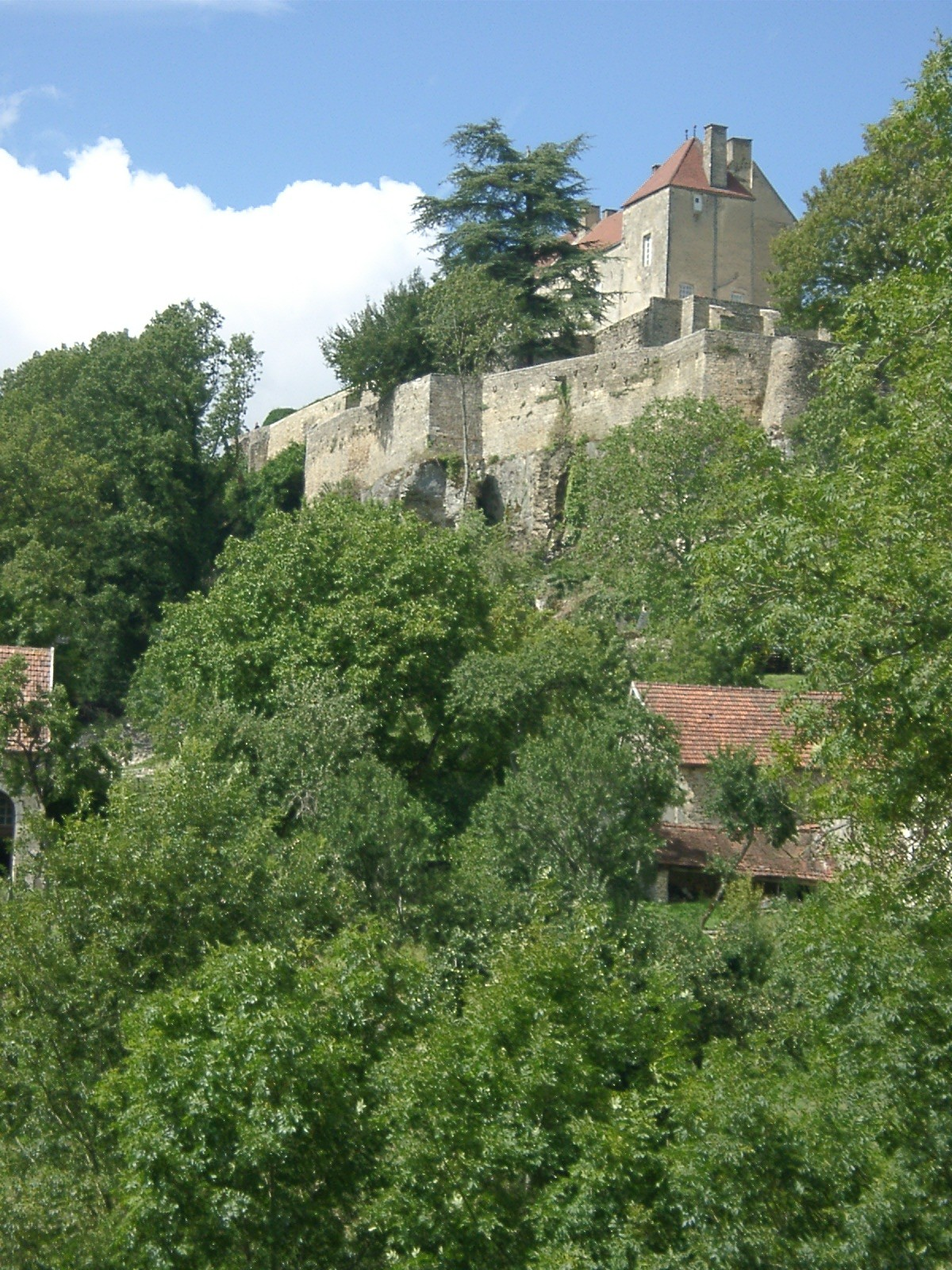
Frôlois : le château dominant le Vau (petite rivière)

Frôlois est une commune française située dans le département de la Côte-d'Or, en région Bourgogne-Franche-Comté.

## Géographie

### Hydrographie
- Le Vau, petite rivière.

### Villages, hameaux, lieux-dits, écarts
Frôlois-La Montagne, Frôlois-Le Vallon, Corpoyer-les-Moines, Vaubuzin.

### Climat
Pour des articles plus généraux, voir Climat de la Bourgogne-Franche-Comté et Climat de la Côte-d'Or.
En 2010, le climat de la commune est de type climat des marges montargnardes, selon une étude du Centre national de la recherche scientifique s'appuyant sur une série de données couvrant la période 1971-2000. En 2020, Météo-France publie une typologie des climats de la France métropolitaine dans laquelle la commune est exposée à un climat océanique altéré et est dans la région climatique  Lorraine, plateau de Langres, Morvan, caractérisée par un hiver rude (1,5 °C), des vents modérés et des brouillards fréquents en automne et hiver. 
Pour la période 1971-2000, la température annuelle moyenne est de 10,2 °C, avec une amplitude thermique annuelle de 16,5 °C. Le cumul annuel moyen de précipitations est de 991 mm, avec 13,8 jours de précipitations en janvier et 8,7 jours en juillet. Pour la période 1991-2020, la température moyenne annuelle observée sur la station météorologique de Météo-France la plus proche, « Saint-Martin-du-M », sur la commune de Saint-Martin-du-Mont à 16 km à vol d'oiseau, est de 9,9 °C et le cumul annuel moyen de précipitations est de 938,1 mm,. Pour l'avenir, les paramètres climatiques de la commune estimés pour 2050 selon différents scénarios d'émission de gaz à effet de serre sont consultables sur un site dédié publié par Météo-France en novembre 2022.

## Urbanisme

### Typologie
Au 1er janvier 2024, Frôlois est catégorisée commune rurale à habitat dispersé, selon la nouvelle grille communale de densité à 7 niveaux définie par l'Insee en 2022.
Elle est située hors unité urbaine. Par ailleurs la commune fait partie de l'aire d'attraction de Venarey-les-Laumes, dont elle est une commune de la couronne,. Cette aire, qui regroupe 10 communes, est catégorisée dans les aires de moins de 50 000 habitants,.

### Occupation des sols
L'occupation des sols de la commune, telle qu'elle ressort de la base de données européenne d’occupation biophysique des sols Corine Land Cover (CLC), est marquée par l'importance des territoires agricoles (69,8 % en 2018), une proportion identique à celle de 1990 (69,8 %). La répartition détaillée en 2018 est la suivante : terres arables (59,5 %), forêts (29,2 %), prairies (10,2 %), zones urbanisées (1,1 %). L'évolution de l’occupation des sols de la commune et de ses infrastructures peut être observée sur les différentes représentations cartographiques du territoire : la carte de Cassini (XVIIIe siècle), la carte d'état-major (1820-1866) et les cartes ou photos aériennes de l'IGN pour la période actuelle (1950 à aujourd'hui).

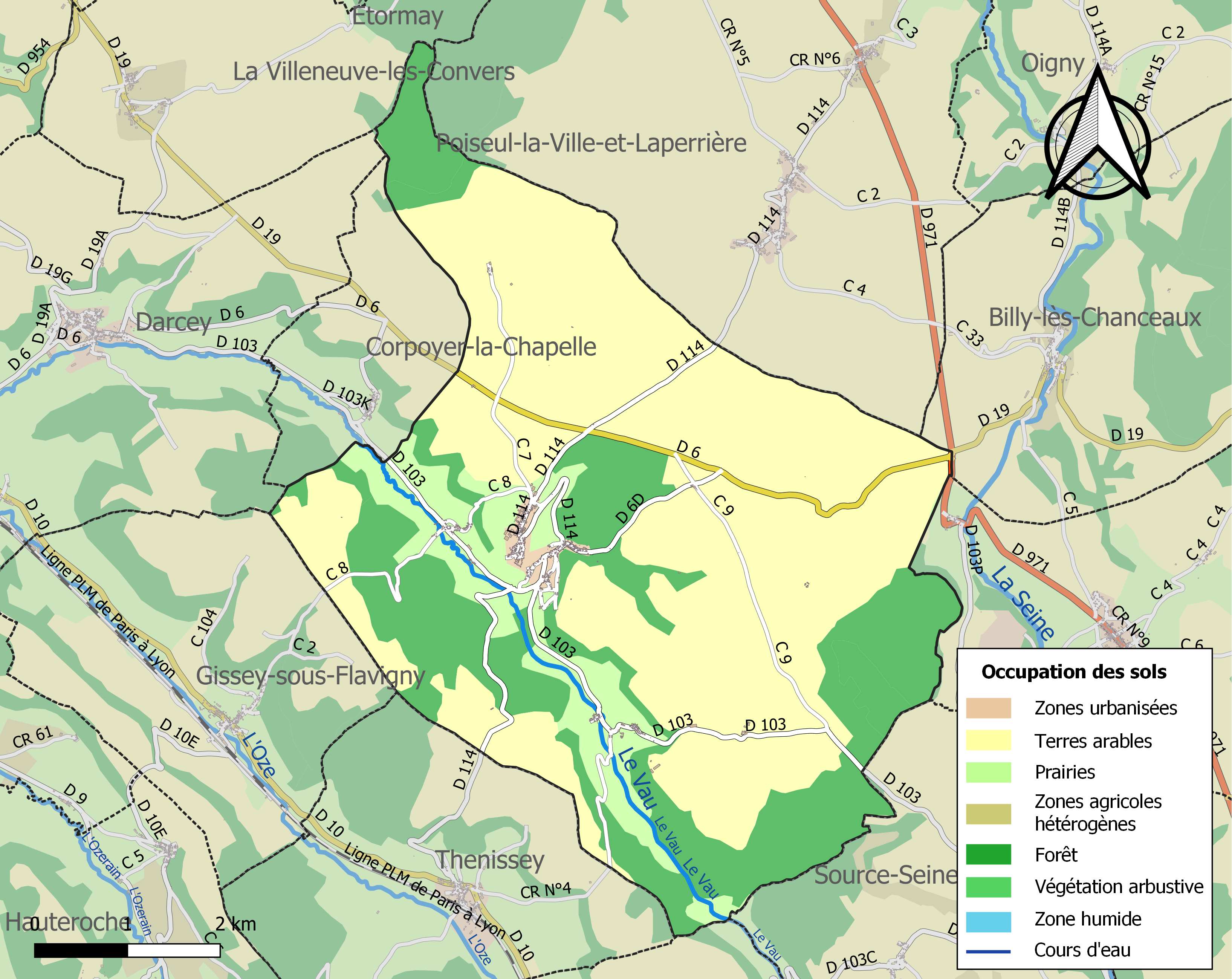
Carte des infrastructures et de l'occupation des sols de la commune en 2018 (CLC).

## Histoire
Frôlois, aujourd'hui
Ce château est inscrit à l'Inventaire Supplémentaire des Monuments Historiques (ISMH) depuis 1977.
Ses imposants remparts témoignent encore de son importance militaire.
Les modifications et démolitions effectuées au fil du temps confèrent à la maison une architecture classique, alors qu’il s'agit de l'un des plus vieux châteaux de Bourgogne (début du XIe siècle).
La naissance de Frôlois
Vers l'an 1038, le Chevalier, Milon de Frôlois, apparenté aux Ducs de Bourgogne de la Première Race, construit cette forteresse sur un éperon barré, à l'emplacement même d'un ancien retranchement romain.
Le château, lieutenance des Ducs de Bourgogne, était une garnison militaire importante, aux marches du Duché, qui pouvait abriter 200 chevaux de guerre. Les Frôlois sont étroitement liés à Nolay et La Roche de Nolay.
Les différentes familles qui se sont succédé sous l'Ancien Régime
Frôlois est passé à la famille de Grancey, puis a appartenu à trois Ducs de Bourgogne (Robert II et ses fils Hugues V et Eudes IV).

Par alliance, la maison devient propriété d’Antoine de Vergy dont vous découvrirez la chambre, au premier étage. Antoine de Vergy, alors fait Maréchal de France anglo-bourguignon pendant la Régence d’Henri VI, défait les armées de Charles VII, Roi de France de la Maison de Valois, à Cravant dans l’Yonne en 1423. Il est également un des premiers Chevalier de la Toison d’Or.

Après la mort de Charles Le Téméraire (1477), Frôlois est confisqué par Louis XI et transmis à Jean de Saulx-Tavannes.

En 1577, les descendants des Vergy reprennent Frôlois et le vendent à la famille de Rochefort qui le gardera pendant neuf générations.

En 1683, Frôlois est vendu à Pierre Duban de La Feuillée, Lieutenant général des armées de Louis XIV, et érigé en comté l’année suivante. Son seul fils, François, blessé grièvement au siège de Turin en 1706, meurt en 1747 (son fauteuil de malade fait encore partie du mobilier de la maison). Il offre le château, à son neveu, François-Henry, en cadeau de mariage.
La Révolution
Le comte Duban de La Feuillée meurt en 1791, suivi la même année par sa femme, Catherine-Marie de Percy.

Les héritiers, Edme Lebascle, Marquis d'Argenteuil et ses deux frères, sont de lointains cousins de la famille Duban de La Feuillée. Ils font vendre le mobilier aux enchères en 1792.

Edme Lebascle émigre ensuite et meurt à l'Armée des Princes, dans le Palatinat, le 28 août 1793.Le château est alors confisqué comme Bien National, puis loué à une vingtaine de familles. La mairie s’installe dans le grand salon, tandis qu’une soixantaine de prisonniers sont détenus dans l'enceinte du château. Mais devant l'état de dégradation de l'édifice, les autorités départementales décident de le vendre en 14 lots. Devant l'insuccès de ce projet, l'ensemble est mis en vente le 22 août 1794 et adjugé pour 8 000 livres à Nicolas Regnault, qui est le neveu de François Regnault, Ecuyer et Capitaine de la Seigneurie. François, avait quant à lui remplacé à cette fonction, un cousin, le Capitaine Suilay de Grandbois.

La famille Regnault, qui venait d'acquérir le domaine de Vaubuzin, propose alors le château à René d’Argenteuil, héritier des derniers propriétaires, pour 4 300 livres seulement, mais l'offre est refusée.
Frôlois depuis 1794
Bernarde Regnault est la première de la famille à habiter le château à la suite du décès de son fiancé, Officier de La Grande Armée, tué lors de la Campagne de Russie (1812). Elle s'installe alors seule dans cette grande bâtisse pour y passer le restant de sa vie. Les différentes générations qui se sont succédé ont contribué à restaurer et meubler cette maison qui, sous une architecture austère, présente un intérieur chaleureux.

La chambre d'Antoine de Vergy, le grand salon, le petit salon d'hiver et la salle à manger sont ouverts à la visite. Vous découvrirez alors l'authenticité d'une maison familiale, occupée toute l'année par ses propriétaires.

Parmi tous ces meubles, certains ont une valeur sentimentale comme les portraits de famille et le fauteuil de malade de François Duban de Frolois,

Le château témoigne avant tout de la succession d'histoires familiales et personnelles. La famille Regnault-Santiard, est depuis quelques siècles au service de cette maison.

## Politique et administration
(listes non exhaustives)

### Civile, sous l'Ancien Régime
- 1104  - Milon de Frôlois était cette année-là en compagnie du duc Hugues II de Bourgogne à Fleurey-sur-Ouche[13].

### Civile, depuis La Révolution
| Période                                  | Période | Identité            | Étiquette | Qualité |
| ---------------------------------------- | ------- | ------------------- | --------- | ------- |
| mars 2008                                |         | Marie-Odile Perreau |           |         |
| Les données manquantes sont à compléter. |         |                     |           |         |

## Démographie
L'évolution du nombre d'habitants est connue à travers les recensements de la population effectués dans la commune depuis 1793. Pour les communes de moins de 10 000 habitants, une enquête de recensement portant sur toute la population est réalisée tous les cinq ans, les populations de référence des années intermédiaires étant quant à elles estimées par interpolation ou extrapolation. Pour la commune, le premier recensement exhaustif entrant dans le cadre du nouveau dispositif a été réalisé en 2008.

En 2022, la commune comptait 164 habitants, en évolution de −4,09 % par rapport à 2016 (Côte-d'Or : +0,82 %, France hors Mayotte : +2,11 %).
| 1793  | 1800  | 1806  | 1821  | 1831  | 1836  | 1841  | 1846  | 1851  |
| ----- | ----- | ----- | ----- | ----- | ----- | ----- | ----- | ----- |
| 1 075 | 1 051 | 1 062 | 1 015 | 1 015 | 1 043 | 1 074 | 1 096 | 1 082 |

| 1856 | 1861 | 1866 | 1872 | 1876 | 1881 | 1886 | 1891 | 1896 |
| ---- | ---- | ---- | ---- | ---- | ---- | ---- | ---- | ---- |
| 971  | 950  | 915  | 797  | 786  | 760  | 749  | 703  | 663  |

| 1901 | 1906 | 1911 | 1921 | 1926 | 1931 | 1936 | 1946 | 1954 |
| ---- | ---- | ---- | ---- | ---- | ---- | ---- | ---- | ---- |
| 605  | 568  | 540  | 427  | 413  | 409  | 426  | 430  | 402  |

| 1962 | 1968 | 1975 | 1982 | 1990 | 1999 | 2006 | 2008 | 2013 |
| ---- | ---- | ---- | ---- | ---- | ---- | ---- | ---- | ---- |
| 347  | 303  | 266  | 248  | 240  | 190  | 179  | 176  | 171  |

| 2018 | 2022 | - | - | - | - | - | - | - |
| ---- | ---- | - | - | - | - | - | - | - |
| 162  | 164  | - | - | - | - | - | - | - |

## Culture locale et patrimoine

### Lieux et monuments

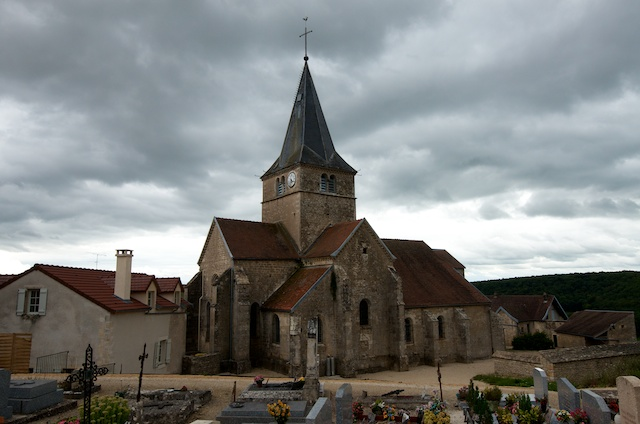
Église de Frôlois.

- Château de Frôlois (coordonnées : 47° 31′ 40″ N, 4° 37′ 54″ E).

### Personnalités liées à la commune
- Milon de Frôlois (Famille de Frôlois).
- Ponce de Frôlois, connétable de Bourgogne, né en 1154 et mort à la prise de Damiette en 1249, marié à Alix de Rougemont.
- Antoine de Vergy, Chevalier de la Toison d'Or (Famille de Vergy)
- Pierre Du Ban de La Feuillée, Lieutenant Général des armées de Louis XIV (Famille Du Ban de La Feuillée)
- Anthoine de Rochefort (Famille de Rochefort)
- Eudes IV, Hugues V et Robert II  (Ducs de Bourgogne de la première race).
- Pierre Benoist[18] (1753-1818), homme politique, député du tiers état aux Etats généraux.
- Guy de Crécy (1894-1944), résistant français, plus jeune lieutenant de France à la guerre de 1914, dénoncé à Frôlois (21) déporté et mort au camp de concentration de Neuengamme (Allemagne). Déporté avec Robert Santiard qui sera le seul à survivre sur la soixantaine de résistants déportés à la suite de cette arrestation.

## Héraldique
| Blason de Frôlois | Blason  | Parti: au 1) de gueules à une clé et à une épée basse, les deux d'argent; au 2) bandé d'or et d'azur |
| Blason de Frôlois | Détails | Création J-F Binon.Utilisation 2022                                                                  |